# 保罗·冯·伦宁坎普

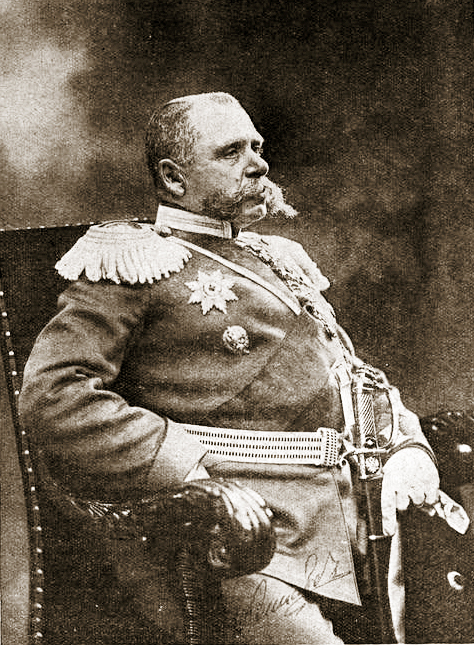
伦嫩坎普夫

保罗·格奥尔格·埃德勒·冯·伦宁坎普（德語：Paul Georg Edler von Rennenkampff；1854年4月17日—1918年4月1日），俄语名帕韦尔·卡尔洛维奇·连年坎普夫（羅馬化：Pavel Karlovich Rennenkampf），俄羅斯帝國軍人，騎兵上將。

## 生平
愛沙尼亞的波羅的海德國人世襲貴族出身。1870年，加入俄羅斯帝國軍。中国义和团之乱、日俄戰爭之際，皆曾在戰場活躍。第一次世界大戰爆發時，指揮西北戰線第1軍，入侵德意志帝國東普魯士，但是，在坦能堡之戰被德國第8軍司令官興登堡擊退。之後，被罷免軍司令官的地位，1915年，退役。1918年十月革命后，遭到紅軍逮捕后槍決。

## 外部連結
- biography at Russojapanesewar.com
- Who's Who: Paul von Rennenkampf （页面存档备份，存于）

1. ↑  "American footprint"..
2. ↑  "The burial place of General P.K. Rennenkampf"